# Dankuy (Ouarkoye)
Pour les articles homonymes, voir Dankuy.
Dankuy est une commune située dans le département de Ouarkoye de la province du Mouhoun au Burkina Faso.